# Folsomia stella
Folsomia stella är en urinsektsart som beskrevs av Christiansen och Tucker 1977. Folsomia stella ingår i släktet Folsomia och familjen Isotomidae. Arten är reproducerande i Sverige. Inga underarter finns listade i Catalogue of Life.